# Cộng hòa liên bang
Cộng hòa liên bang (tiếng Anh: federal republic) là một liên bang gồm các bang có thể chế chính phủ Cộng hòa. Liên bang là chính phủ trung ương. Việc sử dụng thuật ngữ Cộng hòa có vẻ như không thích hợp nhưng ít nhất nó có ý nghĩa là một bang hay liên bang gồm các bang không có một quốc vương/nữ hoàng.
Trong một Cộng hòa liên bang, có sự chia sẻ quyền lực giữa chính phủ "liên bang" quốc gia và chính quyền của các phân cấp hành chính bên dưới. Tuy mọi quốc gia điều hành việc phân chia quyền lực có khác nhau nhưng chính sách về tiền tệ, an ninh quốc phòng, và các vấn đề khác thuộc tầm mức "quốc gia" được tiến hành ở cấp bậc "liên bang" trong khi đó các vấn đề địa phương như đường sá và bảo trì hạ tầng cơ sở và chính sách giáo dục được tiến hành ở cấp bậc địa phương. Nói cách khác, tuy chính phủ liên bang có chủ quyền tối thượng nhưng một số chủ quyền giới hạn được trao cho các cấp bậc hành chính bên dưới nơi mà chính phủ liên bang không có thẩm quyền. Đây là sự tương phản so với một Cộng hòa đơn lập nơi mà chính phủ quốc gia có toàn chủ quyền trên tất cả các khía cạnh đời sống chính trị đối với các cấp bậc hành chính bên dưới, và so với một liên hiệp nơi mà các quốc gia cấu thành vẫn giữ được chủ quyền tối thượng. Hình thức chính phủ này được nhiều quốc gia khắp thế giới sử dụng.

## Danh sách các Cộng hòa liên bang

### Hiện thời
| Liên bang             | Tên chính thức và kiểu cách         | Phân cấp bên dưới                   | nguyên thủ quốc gia  |
| --------------------- | ----------------------------------- | ----------------------------------- | -------------------- |
| Argentina             | Cộng hòa Argentina                  | Các tỉnh                            | Tổng thống           |
| Áo                    | Cộng hòa Áo                         | Các bang                            | Tổng thống liên bang |
| Bosnia và Herzegovina | Bosnia và Herzegovina               | Các thực thể                        | Tập thể tổng thống   |
| Brasil                | Cộng hòa Liên bang Brasil           | Các bang                            | Tổng thống           |
| Comoros               | Liên bang Comoros                   | Các đảo tự trị                      | Tổng thống           |
| Ethiopia              | Cộng hòa Dân chủ Liên bang Ethiopia | Các vùng                            | Tổng thống           |
| Đức                   | Cộng hòa Liên bang Đức              | Các bang                            | Tổng thống           |
| Ấn Độ                 | Cộng hòa Ấn Độ                      | Các bang                            | Tổng thống           |
| Iraq                  | Cộng hòa Iraq                       | Các vùng                            | Tổng thống           |
| Madagascar            | Cộng hòa Madagascar                 | Các tỉnh tự trị                     | Tổng thống           |
| Mexico                | Hợp Chúng Quốc Mexico               | Các bang                            | Tổng thống           |
| Micronesia            | Liên bang Micronesia                | Các bang                            | Tổng thống           |
| Nepal                 | Cộng hòa Dân chủ Liên bang Nepal    | Nghị viện cấu thành Chưa quyết định | Tổng thống           |
| Nigeria               | Cộng hòa Liên bang Nigeria          | Các bang                            | Tổng thống           |
| Pakistan              | Cộng hòa Hồi giáo Pakistan          | Các tỉnh và khu vực bộ lạc          | Tổng thống           |
| Nga                   | Liên bang Nga                       | Các chủ thể liên bang               | Tổng thống           |
| Nam Phi               | Cộng hòa Nam Phi                    | Các tỉnh                            | Tổng thống           |
| Thụy Sĩ               | Liên bang Thụy Sĩ                   | Các bang                            | Hội đồng liên bang   |
| Hoa Kỳ                | Hợp chúng quốc Mỹ                   | Các tiểu bang                       | Tổng thống           |
| Venezuela             | Cộng hòa Bolivar Venezuela          | Các bang                            | Tổng thống           |
| Palau                 | Cộng hoà Palau                      | Các bang                            | Tổng thống           |

### Lịch sử
- Cộng hòa Hà Lan (1581–1795)
- Paraguay (1813-1876)
- Đại Colombia (1819-1831)
  -  Hợp chúng Quốc Colombia (Cộng hòa liên bang cho đến năm 1886; Cộng hòa đơn lập sau năm 1886)
- Cộng hòa Liên bang Trung Mỹ (1823–1838)
- Cộng hòa Weimar (Đức 1919-1933)
- Liên Xô (1922-1991)
- Tây Đức (1922-1991)
- Nam Tư (1945-1992)[15]
  -  Serbia và Montenegro (1992-2006)
- Burma Liên bang Burma (1948-1962)
- Hợp chúng Quốc Indonesia (chính thức 1949-1950, tuy các bang tồn tại cho đến hiệp ước sau cùng vào năm 1956 theo đó Cộng hòa Nam Maluku và bang Đông Sumatra đồng ý nhập vào Cộng hòa Indonesia.)
- Cộng hòa Liên bang Cameroon (1961-1972)
- Uganda (1962-1966)
- Tiệp Khắc (1969-1992)[15]